# Купер, Дафф
Альфред Дафф Купер, 1-й виконт Норвич (англ. Alfred Duff Cooper; 22 февраля 1890, Лондон, Великобритания — 1 января 1954, Виго, Понтеведра, Галисия, Испания) — британский политик, дипломат, военный, писатель. Входил в Тайный совет Великобритании. Участник Первой мировой войны.

## Биография
Родился 22 февраля 1890 года в Лондоне, Великобритания. Потомок короля Вильгельма IV и его метрессы Дороти Джордан.
Учился в Итонском колледже и Нью-Колледже Оксфордского университета. Затем на дипломатической службе с перерывом на службу в армии.
Участник Первой мировой войны. В годы Первой мировой войны удостоился ордена «За выдающиеся заслуги».
В 1924 году был избран депутатом парламента от Консервативной партии, переизбирался, член парламента до 1945 года. В 1928—1929 и 1931—1934 годах финансовый секретарь военного министерства. В 1934—1935 годах финансовый секретарь государственного казначейства.
С 22 ноября 1935 по 28 мая 1937 года — военный министр. Реалистически оценивая ситуацию в Европе и угрозу европейскому миру, на этом посту вёл активную борьбу за модернизацию сухопутной армии и развитие оборонной промышленности. Вступил на этой почве в резкий конфликт с премьер-министром С. Болдуином, а особенно со сменившим его Н. Чемберленом, полагавшими наличие мощного флота и ВВС достаточными для обороны метрополии. Кроме того, Дафф Купер был противником политики умиротворения Гитлера.
В 1937—1938 годах — Первый лорд Адмиралтейства. Ушёл в отставку в знак протеста против Мюнхенского соглашения.
С 12 мая 1940 по 20 июля 1941 года — министр информации. В 1941—1943 годах — канцлер герцогства Ланкастерского. В 1944—1948 годах — посол Великобритании во Франции.
Рыцарь Великого Креста ордена Святого Михаила и Святого Георгия. В 1952 году ему был пожалован титул виконта Норвича, который после его смерти в 1954 году унаследовал его единственный сын Джон Норвич.
Умер 1 января 1954 года в Виго, Испания.
В марте 2022 года был удостоен ордена Белого Льва посмертно.

## Сочинения
- Talleyrand. — New York: Grove Atlantic, 2001 (1932). — (Grove Great Lives) — ISBN 978-0-8021-3767-8.